# 川田穣二
川田 穰二（かわた じょうじ、1985年4月14日 - ）はEBAプロダクション所属の男性俳優、タレント。
身長187cm、B:92 W:75 H:90、神奈川県出身。血液型はO型。趣味・特技はバスケ・バイク・読書・音楽・映画・人間観察。
２０２５年現在芸能活動を行っているかは不明。

## 主な出演作品

### テレビドラマ
- PS -羅生門-（2006年、テレビ朝日）
- レガッタ〜君といた永遠〜（2006年、テレビ朝日）
- だめんず・うぉ〜か〜（2006年、テレビ朝日）

### 舞台
- ミュージカル・テニスの王子様 The Imperial Presence 氷帝feat.比嘉 - 樺地崇弘　役